# Landsmannschaft Plavia-Arminia Leipzig
Die Landsmannschaft Plavia-Arminia Leipzig ist eine schlagende Studentenverbindung an der Universität Leipzig. Sie ist ein Fusionsbund aus mehreren ehemaligen Verbindungen mit Wurzeln in Leipzig. Als einzige Verbindung ist sie sowohl Mitglied der Rudelsburger Allianz ehemaliger Studentenverbindungen der DDR als auch des Coburger Convents (CC). Sie ist unkonfessionell und unpolitisch.

## Couleur und Wahlspruch
Die Couleur ist weiß-blau-gold auf rot (von unten nach oben), das Fuxenband weiß-blau auf rot. Die Studentenmütze ist blau. Der Wahlspruch ist Einig und stark.

## Geschichte
Ihren heutigen Namen Plavia-Arminia führt die Verbindung seit 2010, als die Landsmannschaften Plavia-Cheruscia und Saxo-Afrania miteinander fusionierten. Die Plavia-Cheruscia ist ihrerseits eine Fusion der beiden alten Leipziger Landsmannschaften Plavia (gegründet 1855) und Cheruscia (gegründet 1877), die Saxo-Afrania wurde 1988 noch zu Zeiten der DDR in Leipzig gegründet.

### Landsmannschaft Plavia (1855)
Die Landsmannschaft Plavia (lat. für Plauen) wurde am 2. Mai 1855 gegründet. Sie ist damit die älteste Vorgängerin der heutigen Landsmannschaft Plavia-Arminia. Einige ihrer Gründer waren zuvor Mitglieder der 1853 gegründeten Landsmannschaft Grimensia in Leipzig.
Mit den Landsmannschaften Lipsia und Ruthenia gründete Plavia den ersten örtlichen Landsmannschafter-Verband. Ursprünglich war ihr Band zweifarbig grau-gold. Ab Ende Mai trug Plavia die Farben grau-weiß-rot. Außer dieser ist eine dreibändige Akte im Universitätsarchiv vorhanden. Die seit 1866 suspendierte Plavia hatte sich 1872 rekonstituiert und fusionierte mit der Landsmannschaft Lipsia.
In der Zeit des Nationalsozialismus ging Plavia in der Kameradschaft Klaus von Pape auf.

### Corps Plavia (1877/78)

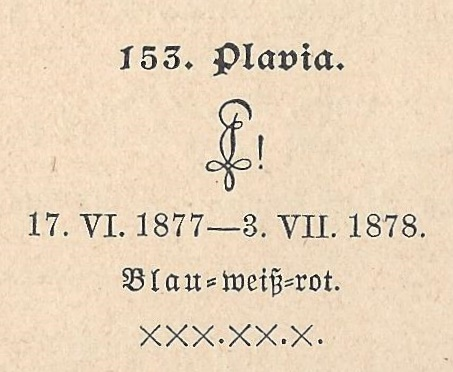
Corps Plavia in den KKL 1910

Als der Schwarze Progress um sich griff, spaltete das Corps Plavia sich 1877 von der Landsmannschaft ab. Zu den 25 „Korpsplaviern“ (wie sich selbst nannten) zählten Friedrich Hermann Wölfert, Heinrich Bossart, Moritz Knobloch, Theodor von Kolde, Georg Michaelis und Moritz Fünfstück. Plavia hatte gemeinsame Corpsbrüder mit Bavaria Erlangen, Borussia Tübingen, Guestphalia Würzburg, Teutonia Berlin und Teutonia Halle. Nach einer nächtlichen Prügelei von der Burschenschaft Arminia zu Leipzig angezeigt, wurden Plavias Corpsburschen im Juni 1878 vom Senioren-Convent zu Leipzig in Verruf gesteckt. Für die Wiederaufnahme hätte das Corps (ohne die Schuldigen) erneut renoncieren müssen. Es suspendierte und ging wohl aus Mangel an Alten Herren ein.

### Landsmannschaft Cheruscia (1877)

Hermannsdenkmal der Landsmannschaft Plavia-Cheruscia auf dem Haus der Landsmannschaft Plavia Arminia 2018

Die Landsmannschaft Cheruscia wurde am 22. Juni 1877 als Freier akademischer Rauchclub in Leipzig gegründet. Ab 1881 nannte er sich Cheruscia. Der Name bezog sich auf den germanischen Volksstamm der Cherusker und auf Hermann den Cherusker. Ihre Farben waren grau-weiß-blau. Sie war Gründungsmitglied des 1882 gegründeten Goslarer Chargierten-Conventes. Im Ersten Weltkrieg verloren sie 39 ihrer Mitglieder, zu deren Ehren sie 1919/1920 ein eigenes Gefallenen-Ehrenmal in Form eines Bronzereliefs schaffen ließen, das dem Motiv nach dem Hermannsdenkmal am Teutoburger Wald nachempfunden wurde. Es war das Werk des Leipziger Bildhauers Johannes Hartmann und trägt neben dem Namen des Schöpfers auch die Jahreszahl 1919.  Dieses ist erhalten geblieben und im Besitz der Landsmannschaft Plavia-Arminia Leipzig. Von den 39 gefallenen Cheruskern waren 13 Leipziger Studenten und fanden zugleich auf dem nicht mehr erhaltenen Sockel am Löwendenkmal der Universität Leipzig Erwähnung. Durch eine dieses Denkmal betreffende Schrift sind die Namen und Studienrichtungen der Studenten, die auf dem Sockel standen, erhalten.
1936 wurde die Cheruscia durch die Nationalsozialisten aufgelöst. Die ehemaligen Mitglieder fanden sich im westlichen Nachkriegsdeutschland zusammen und verschmolzen dort 1960 mit der Landsmannschaft Plavia zur Leipziger Landsmannschaft Plavia-Cheruscia zu München.

### Turnerschaft Variscia (1879)
Die Turnerschaft Variscia wurde 1879 in Leipzig gegründet. Im Universitätsarchiv Leipzig ist eine Akte vorhanden. Sie ging aus dem Verein Voigtländer Studenten hervor und trat 1912 in den Dachverband der Deutschen Turnerschaften ein. Variscia ist der lateinische Name für Vogtland. Wie bei der Plavia kamen die Gründungsmitglieder aus dieser Gegend Sachsens. Während der Unruhen in Leipzig 1920 kamen unter den Angehörigen des Zeitfreiwilligenregiments Leipzig auch zwei Studenten der Universität Leipzig ums Leben. Das waren Karl Ernst Siebers von der Landsmannschaft Grimensia Leipzig und Karl Köhler von der Turnerschaft Variscia Leipzig. Auch Variscia wurde 1935 aufgelöst.
1955 traten die Alten Herren der Kölner Turnerschaft Arminia bei. Die Turnerschaft Arminia Köln wurde am 19. Juni 1902 als Akademischer Turnverein an der Handelshochschule Köln gegründet mit den Farben Schwarz-Rot-Gold. Sie änderte ihre Farben 1919 in Schwarz-Rot-Weiß. Auch Arminia wurde wie Variscia und Cheruscia 1935 aufgelöst und 1951 wieder eröffnet,  Um die Tradition der Variscia fortleben zu lassen, beteiligten sich Mitglieder der Turnerschaft Arminia Köln an der Gründung der Leipziger Landsmannschaft Plavia-Arminia.

### Landsmannschaft Plavia-Cheruscia zu München (1959)

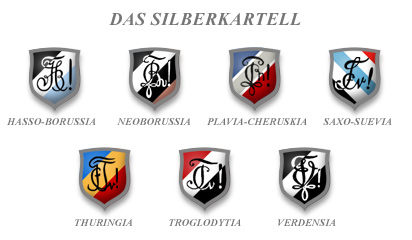
Das Silberkartell. Farben und Zirkel der Landsmannschaft Plavia-Cheruscia in der oberen Reihe, 3. von links

Die Landsmannschaft Plavia-Cheruscia entstand am 5. Dezember 1959 in München durch eine Fusion der Altherrenschaften der beiden in Leipzig gegründeten Landsmannschaften Plavia und Cheruscia. Der gemeinsame Aktivenbetrieb begann im Sommersemester 1960. 2009 wurde der Bund suspendiert.

### Akademische Landsmannschaft Saxo-Afrania (1988)
Die Gründung der Akademischen Landsmannschaft Saxo-Afrania zu Leipzig erfolgte am 22. April 1988 in dem Leipziger Vorort Böhlitz-Ehrenberg. Zunächst vereinigten sich Studenten und Akademiker unter dem Namen Alt-Herren-Convent Saxonia mit Interesse an studentischer Kulturgeschichte und studentischem Brauchtum. Trotz Verbotes von Studentenverbindungen in der Deutschen Demokratischen Republik etablierte sich ein aktives Bundesleben. Der Alt-Herren-Convent Saxonia nahm am 3. Allianz-Kommers vom 20./21. Mai 1989 und den folgenden teil und war 1990 zusammen mit der Saxo-Ascania Halle einer der Initiatoren zur Gründung der Rudelsburger Allianz. Bereits im Dezember 1988 war der Beschluss der Wiederbelebung des akademischen Fechtens erfolgt. Am 23. September 1990 fand im Gasthof "Zum Burgblick" in Saaleck bei Bad Kösen der einzige Mensurtag der damals noch existierenden DDR statt. Daran war auch die Akademische Landsmannschaft Sachsen zu Leipzig wesentlich beteiligt, aus der wenig später die Akademische Landsmannschaft Saxo-Afrania zu Leipzig wurde. Sie stellte mit ihrer Aktivitas fünf Paukanten für die fünf Partien dieses Mensurtages. Die Akademische Landsmannschaft Sachsen zu Leipzig wiederum ist ein Fusionsbund aus der Deutschen Studentenverbindung Saxonia Leipzig (vormals Alt-Herren-Convent Saxonia) und der Akademischen Fechtgemeinschaft Halle-Leipzig. Die Letztere ist eine Gründung u. a. von Henner Huhle, der in der Anfangszeit als Fechtmeister die Mensur-Ausbildung der Paukanten übernahm und zudem auch dafür notwendige Utensilien besorgte. Sowohl die Einfuhr der Mensurgegenstände als auch die Gründung der Akademischen Fechtgemeinschaft Halle-Leipzig waren damals illegal. Für die Zusage der Unterstützung durch die 1838 in Leipzig gegründete, seit 1960 in Heidelberg beheimatete, Landsmannschaft Afrania (Alte Leipziger Landsmannschaft Afrania) wurde im Dezember 1990 der Name Saxo-Afrania angenommen. Sie ist seit 1991 Mitglied im CC. Mit der Alten Leipziger Landsmannschaft Afrania zu Heidelberg bestand seither ein Freundschaftsverhältnis. Saxo-Afrania wurde am 22. April 2006 für suspendiert erklärt. Von der Akademischen Landsmannschaft Saxo-Afrania übernahm die Plavia-Arminia die Farben.

### Landsmannschaft Plavia-Arminia (2010)
Zum 1. Oktober 2010 erfolgte die Vereinigung von Plavia-Cheruscia und Saxo-Afrania mit Unterstützung der Turnerschaft Arminia Köln, die dem Verschmelzungsabkommen allerdings nicht gefolgt ist, unter dem Namen Plavia-Arminia mit Sitz in Leipzig. Der Gründungskommers fand am 16. Oktober 2010 in Leipzig im Gohliser Schlößchen statt. Die Gründung von Plavia-Arminia wiederum geht auf den Jubiläumskommers anlässlich des 600-jährigen Bestehens der Universität Leipzig zurück. Das wurde auch vom Studentenrat (Stura) der Universität Leipzig zur Kenntnis genommen.
Die Landsmannschaft Plavia-Arminia ist nach dem Zweiten Weltkrieg in Leipzig der erste und bislang der einzige CC-Bund. Als Nachfolgerin der Plavia-Cheruscia ist sie zudem auch Mitglied des Silberkartells, als Nachfolgerin der Akademischen Landsmannschaft Saxo-Afrania zu Leipzig Mitglied der Rudelsburger Allianz.

## Bekannte Mitglieder
- Walter Arlart (1873–1951), Oberbürgermeister der Stadt Chemnitz
- Heinrich Bossart (1857–1930), Politiker
- Otto Braun (1904–1986), Unternehmer und FDP-Politiker in Hessen
- Paul Richard Ebert (1878–1914), Erster Bürgermeister[32][33] in Rudolstadt, gefallen 1914[34]
- Otto Freytag (1835–1917), Politiker und Jurist
- Bernhard Freytag (1839–1901), Jurist
- Moritz Fünfstück (1856–1925), Botaniker
- Max Hörchner (1899–1957), Richter am Bundesgerichtshof
- Curt Kaiser (1865–1940), Oberbürgermeister von Rixdorf
- Moritz Knobloch (1851–1923), Verwaltungsjurist und Abgeordneter
- Theodor Kolde (1850–1913), Kirchenhistoriker
- Dietrich Lortz (1935–2013), Physiker[35]
- Georg Michaelis (1857–1936), Reichskanzler und preußischer Ministerpräsident (1917)
- Hans Reiter (1881–1969), Bakteriologe und Hygieniker, Präsident des Reichsgesundheitsamts
- Max Otto Schröder (1858–1926), letzter Finanzminister im Königreich Sachsen (1918)
- Carly Seyfarth (1890–1950), Volkskundler und Mediziner
- Gottlob Heinrich Singer (1854–1927), Oberbürgermeister in Jena
- Friedrich Hermann Wölfert (1850–1897), Verleger und Luftfahrtpionier